# Cucumis melo subespecie flexuosus
Cucumis melo flexuosus, el  melón serpiente, cohombro, alficoz, o pepino armenio, pertenece a la familia de las cucurbitáceas, género cucumis; se le denomina también con los nombres vulgares de alpicoz, cohombro, pepino fino, pepino serpiente, melón serpiente o pepino prieto entre otros. A pesar de su forma y sabor, se trata de una variedad de melón y no de pepino (Cucumis sativus).

## Descripción
Tiene tallos carnosos y largos, hojas redondeadas, flores pequeñas y de color amarillo claro, radiadas y divididas en cinco partes. Sus frutos tienen la forma del pepino, pero con mucha mayor longitud, (hasta un metro), y curvados, recordando a una serpiente, de ahí uno de sus nombres vulgares. La superficie del fruto se presenta normalmente estriada en sentido longitudinal, pero también puede ser lisa.
Se cultiva preferentemente en regiones de clima mediterráneo, con temperaturas templadas, húmedas, necesitando pleno sol para crecer.
A diferencia del pepino, nunca amarga, aunque se consuma con piel, siendo más dulce que éste, pero sin llegar al sabor y dulzor del melón. Se utiliza principalmente en ensaladas por su gran valor refrescante.

## Nombres vernáculos
- Lista de nombres vernáculos